# Dietrich Genschel
Dietrich Genschel (* 29. März 1934 in Jena; † 14. März 2017 in Bonn) war ein deutscher Generalmajor des Heeres der Bundeswehr und Politikwissenschaftler.

## Leben
Beförderungen
- 1957 Leutnant
- 1959 Oberleutnant
- 1964 Hauptmann
- 1969 Major
- 1971 Oberstleutnant
- 1974 Oberst
- 1982 Brigadegeneral
- 1989 Generalmajor

Genschel wurde 1934 in Jena, Land Thüringen geboren. 1951 siedelte er in die Bundesrepublik Deutschland über. Nach dem Abitur 1953 absolvierte er eine Ausbildung zum Bankkaufmann.
1956 trat er als Offizieranwärter (erster Jahrgang) in die 3. Lehrkompanie der Bundeswehr in Andernach ein und besuchte im Anschluss die Panzergrenadierschule in Munster. Außerdem absolvierte er den Fahnenjunkerlehrgang an der Heeresoffizierschule I in Hannover. 1956/57 folgte der Fähnrichlehrgang an der Panzergrenadierschule in Munster. 1957/58 war er Zugführer im Panzergrenadierbataillon 15 in Wetzlar. Von 1958 bis 1961 war er als Hörsaaloffizier an der Heeresoffizierschule II in Hamburg eingesetzt. Von 1961 bis 1965 war er Kompaniechef im Panzergrenadierbataillon 172 in Hamburg. 1965 wurde er in den Stab der 6. Panzergrenadierdivision nach Neumünster versetzt. Von 1965 bis 1969 folgte ein Studium der Politikwissenschaften und Soziologie an der Universität Freiburg im Breisgau (Magister).
Von 1969 bis 1971 war er Stabsoffizier beim Parlamentarischen Staatssekretär im Bundesministerium der Verteidigung (BMVg), Karl Wilhelm Berkhan (SPD), in Bonn. Es folgte die Promotionsvorbereitung im Streitkräfteamt (SKA) in Bonn; 1972 wurde er beim Politikwissenschaftler Dieter Oberndörfer an der Philosophischen Fakultät der Universität Freiburg im Breisgau mit der Dissertation Innere Führung 1951–1956 zum Dr. phil. promoviert. 1972/73 war er Kommandeur des Panzergrenadierbataillons 323 in Schwanewede. 1973 wurde er erster militärischer Leiter des Studentenbereichs der Hochschule der Bundeswehr Hamburg und damit enger Mitarbeiter des Präsidenten Thomas Ellwein. 1977 folgte die Verwendung als Stabsoffizier Strategische Planung im Internationalen Militärstab im NATO-HQ in Brüssel. Von 1978 bis 1980 – in der Zeit von Bundeskanzler Helmut Schmidt – war er Militärischer Berater bzw. Leiter der Gruppe 23 „Bundesministerium der Verteidigung, Sicherheitspolitik (Verteidigungsfragen, Abrüstung und Rüstungskontrolle), Bundessicherheitsrat“ im Bundeskanzleramt in Bonn. 1980 wurde er Kommandeur der Panzerbrigade 20 in Iserlohn.
Von 1982 bis 1985 war er Stabsabteilungsleiter Innere Führung, Personal, Ausbildung im Führungsstab der Streitkräfte (Fü S I) in Bonn und Beauftragter für Erziehung und Ausbildung beim Generalinspekteur der Bundeswehr. 1985 wurde er Stellvertretender Chef des Stabes Grundsatz- und Planungsfragen/Planung (Assistant Chief of Staff Plans and Policy Division) im HQ Allied Forces Central Europe (AFCENT) in Brunssum, Niederlande. 1989 wurde er Beigeordneter Direktor/Abteilungsleiter Planung, Grundsatzfragen, Politik (Assistant Director Plans and Policy Division) im Internationalen Militärstab (IMS) im NATO-Hauptquartier in Brüssel. 1993 trat er außer Dienst.
Genschel trat noch als aktiver Soldat dem Arbeitskreis Militär und Sozialwissenschaften (AMS) bei. Nach seiner Dienstzeit war er u. a. als militärpolitischer Berater der ungarischen Regierung in Budapest und des European Center for International Security (EUCIS) in Starnberg tätig. Außerdem war er Deutsches Mitglied im International Defense Advisory Board for the Baltic States (IDAB), Projektbeauftragter der Friedrich-Ebert-Stiftung und Berater von Aserbaidschan.
Genschel war Vater von drei Kindern.

## Auszeichnungen
- 1962: Denkmedaille des Seeamtes in Hamburg
- 1980: Ehrenkreuz der Bundeswehr in Gold
- 1984: Bundesverdienstkreuz am Bande
- 1988: Bundesverdienstkreuz I. Klasse
- 1989: Ehrenritterkreuz des Johanniterordens
- 1993: Großkreuz des Spanischen Militärverdienstordens
- 1999: Adlerkreuz der Republik Estland

## Schriften (Auswahl)
- Wehrreform und Reaktion. Die Vorbereitung der Inneren Führung 1951–1956. v. Decker, Hamburg 1972, ISBN 3-7685-3472-3.